# Knox megye (Nebraska)
Knox megye az Amerikai Egyesült Államokban, azon belül Nebraska államban található. Megyeszékhelye Center, legnagyobb városa Creighton. Lakosainak száma 8391 fő (2020. április 1.). Knox megye Yankton, Antelope, Pierce, Cedar, Holt, Boyd, Bon Homme és Charles Mix megyékkel határos.

## Népesség
A megye népességének változása:
| Lakosok száma | 8667 | 8574 | 8577 | 8565 | 8543 | 8391 |
|               | 2010 | 2011 | 2012 | 2013 | 2015 | 2020 |